# Тихон (Морошкин)
Епископ Тихон (в миру Василий Ильич Морошкин; 1851, Ржев — 27 марта 1903) — епископ Русской православной церкви, епископ Елисаветградский, викарий Херсонской епархии.

## Биография
Родился в 1851 году в семье священника Богородицерождественской церкви Ржева (позднее — протоиерея Борисоглебского собора Старицы и Николаевского собора Калязина) Тверской епархии Илии Васильевича Морошкина, награждённого орденом Св. Владимира 4-й степени и в 1884 г. признаннаго в потомственном дворянстве (внесен в 3-ю часть родословной книги Тверской губернии). Одновременно с Илией Васильевичем в потомственном дворянстве были признаны его сыновья (среди них и Василий).
Среднее богословское образование получил в Тверской духовной семинарии.
В 1875 году окончил Санкт-Петербургскую духовную академию со степенью кандидата богословия и определён преподавателем Тверской духовной семинарии.
8 августа 1887 года пострижен в монашество, 13 августа рукоположен во иеродиакона, а 15 августа — во иеромонаха.
С 8 января 1888 года — инспектор Могилёвской духовной семинарии.
22 июля 1889 года возведен в сан архимандрита. Назначен ректором той же семинарии.
С 19 сентября 1891 года — ректор Тифлисской духовной семинарии.
С 30 сентября того же года — член Грузино-Имеретинской Синодальной Конторы.
В 1893 году — старший член Санкт-Петербургского цензурного комитета.
Наивысшим велением от 25 августа 1895 года предназначен на должность епископа Елисаветградского, викария Херсонской епархии.
8 сентября 1895 года в Свято-Троицком соборе Александро-Невской Лавры хиротонисан во епископа Елисаветградского, викария Херсонской епархии.
Скончался 27 марта 1903 года.